# Kanton Rougemont
Der Kanton Rougemont war bis 2015 ein französischer Wahlkreis im Département Doubs und in der damaligen Region Franche-Comté. Er umfasste 27 Gemeinden im Arrondissement Besançon; sein Hauptort (frz.: chef-lieu) war Rougemont. Die landesweiten Änderungen in der Zusammensetzung der Kantone brachten im März 2015 seine Auflösung. Vertreter im conseil général des Départements war zuletzt von 2004 bis 2015 Danièle Nevers.

## Gemeinden
| - Abbenans - Avilley - Bonnal - Cubrial - Cubry - Cuse-et-Adrisans - Fontenelle-Montby - Gondenans-les-Moulins - Gondenans-Montby - Gouhelans - Huanne-Montmartin - Mésandans - Mondon - Montagney-Servigney | - Montussaint - Nans - Puessans - Rillans - Rognon - Romain - Rougemont - Tallans - Tournans - Tressandans - Trouvans - Uzelle - Viéthorey |